# 太原工业学院
37°57′25″N 112°32′22″E / 37.95707°N 112.53951°E
太原工業學院成立於1954年，有工業、理化、经济与管理、设计与艺术及体育等12個系，12000個學生。

## 历史沿革
学校的前身是1954年由第二机械工业部创办的华北第五工业学校。
- 1954年7月，华北第五工业学校创办[2]

1954年，第二机械工业部决定由华北第二工业学校筹建华北第五工业学校；华北第二工业学校化工专业部分教职工拨调给华北第五工业学校。1955年7月，华北第五工业学校印章启用。
- 1955年9月，学校改名为太原第二工业学校。原借华北第二工业学校校址上课的学生，从上兰村迁入迎新街新校址上课
- 1956年4月，学校改名为太原第一化学工业学校。
- 1958年10月，学校改为太原化工学院，原兴安技校、二二二技校合并到太原化工学院
- 1959年5月，学校恢复为太原第一化学工业学校。原兴安技校、二二二技校从学校分出
- 1960年5月，学校划归太原机械学院，成为太原机械学院中专二部
- 1961年7月，学校恢复为太原第一化学工业学校，原太原第一工业学校合并来校，成立学校二部
- 1964年6月，学校二部分出，改为太原第一机械技工学校
- “文化大革命”中，学校受到破坏。1969年学校停办，化归五四一五厂
- 1972年6月，学校复校，定名为太原工业学校
- 1988年6月，学校改办为太原机械学院专科部，成为太原机械学院统一领导下的相对独立的办学单位
- 1992年，学校改名为太原机械学院专科学校
- 1993年，学校改名为华北工学院专科学校
- 1998年，学校改名为华北工学院分院
- 1999年，学校开始招收本科生
- 2005年，学校改名为中北大学分校
- 2007年3月，由教育部批准，学校改名为太原工业学院

## 院系设置
- 机械工程系
- 电子工程系
- 自动化系
- 化学与化工系
- 计算机工程系
- 环境与安全工程系
- 材料工程系
- 理学系
- 经济与管理系
- 设计艺术系
- 体育系
- 思想政治理论课教学研究部
- 外语部
- 继续教育部[3]